# 毘首羯磨

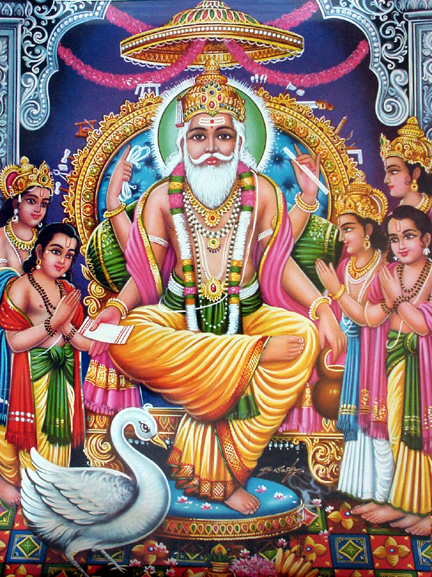
毘首羯磨

毘首羯磨（Vishvakarman），又譯毘首羯摩天、毗守羯磨天、毗湿缚羯磨天、巧妙天、自在天王、工巧天，在《梨俱吠陀》中被視為天地萬物的造創者。

## 與特瓦斯塔神之間的關係
特瓦斯塔（Tvastar）是吠陀教神話中的神靈之一，精於製造神器及城池。毗首羯磨神被等同於生主，與特瓦斯塔神不是同一位神靈。在後期的神話中，特瓦斯塔神的形象與毗首羯磨神的形象被混合在一起，導致毘首羯磨神被現今的印度教視為負責建造物件的神靈。

## 婆羅門教神話
巧妙天的女兒桑祉妮婭（Saṃjñā）嫁給了太陽神蘇利耶，但她嫌棄蘇利耶面貌醜陋而離家修行，於是巧妙天動手改造蘇利耶，兩夫妻因此言歸於好。且時，巧妙天利用削下蘇利耶的光芒和身體部分，製成了濕婆的三叉戟、塞犍陀的長矛和毗濕奴的神盤。

## 佛敎神話
佛教把工巧天視為護法神之一。
在佛教傳說中，工巧天是帝釋天的下屬，曾經出現在關於悉達多太子的本生故事中。悉達多太子上一輩子是尸毘王，有一次 帝釋天為了考驗他，於是變成老鷹，追逐由工巧天所變成的鴿子。尸毘王為拯救鴿子的性命，以自己的身肉布施給老鷹。

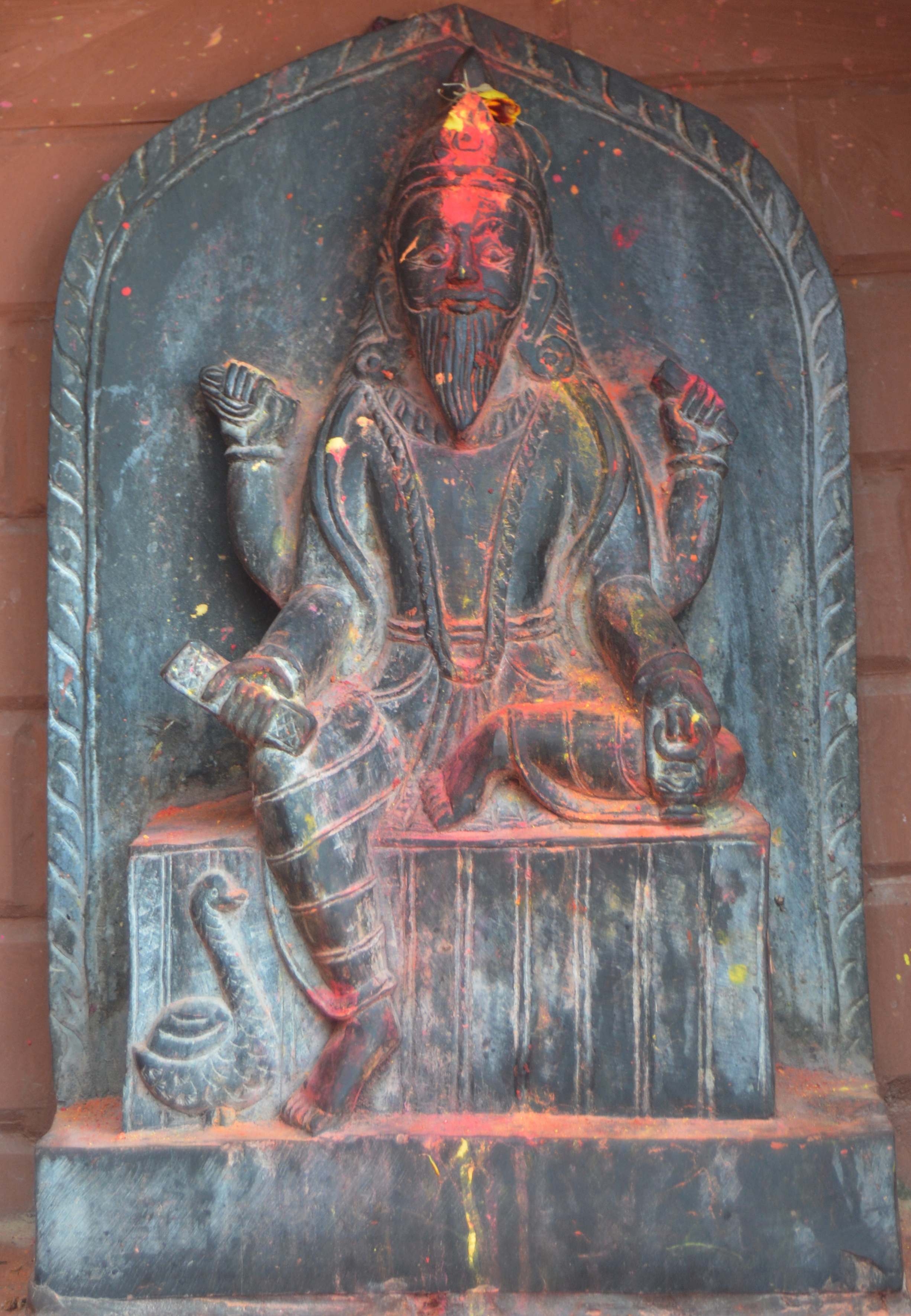
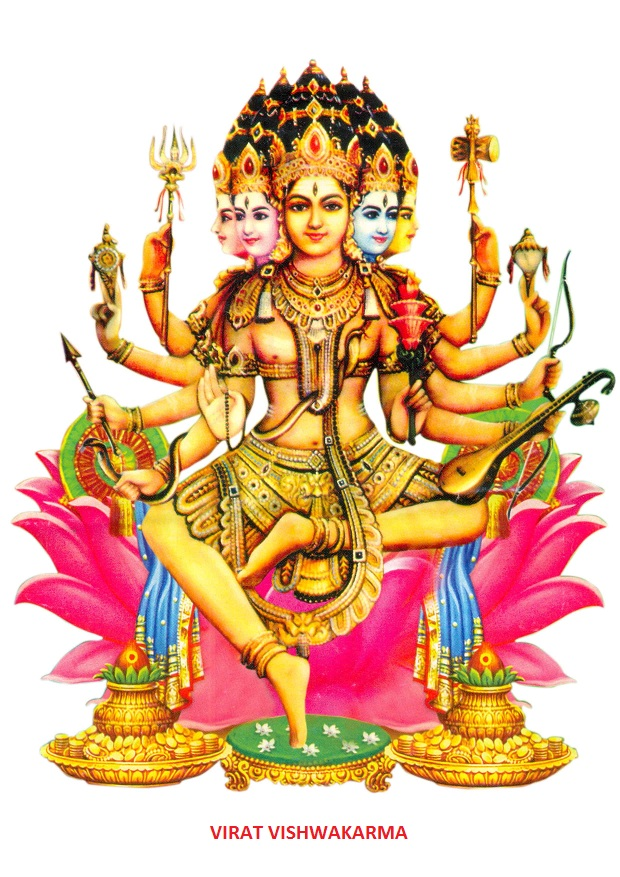
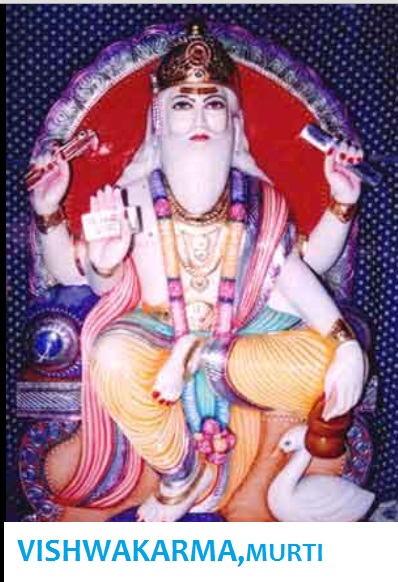
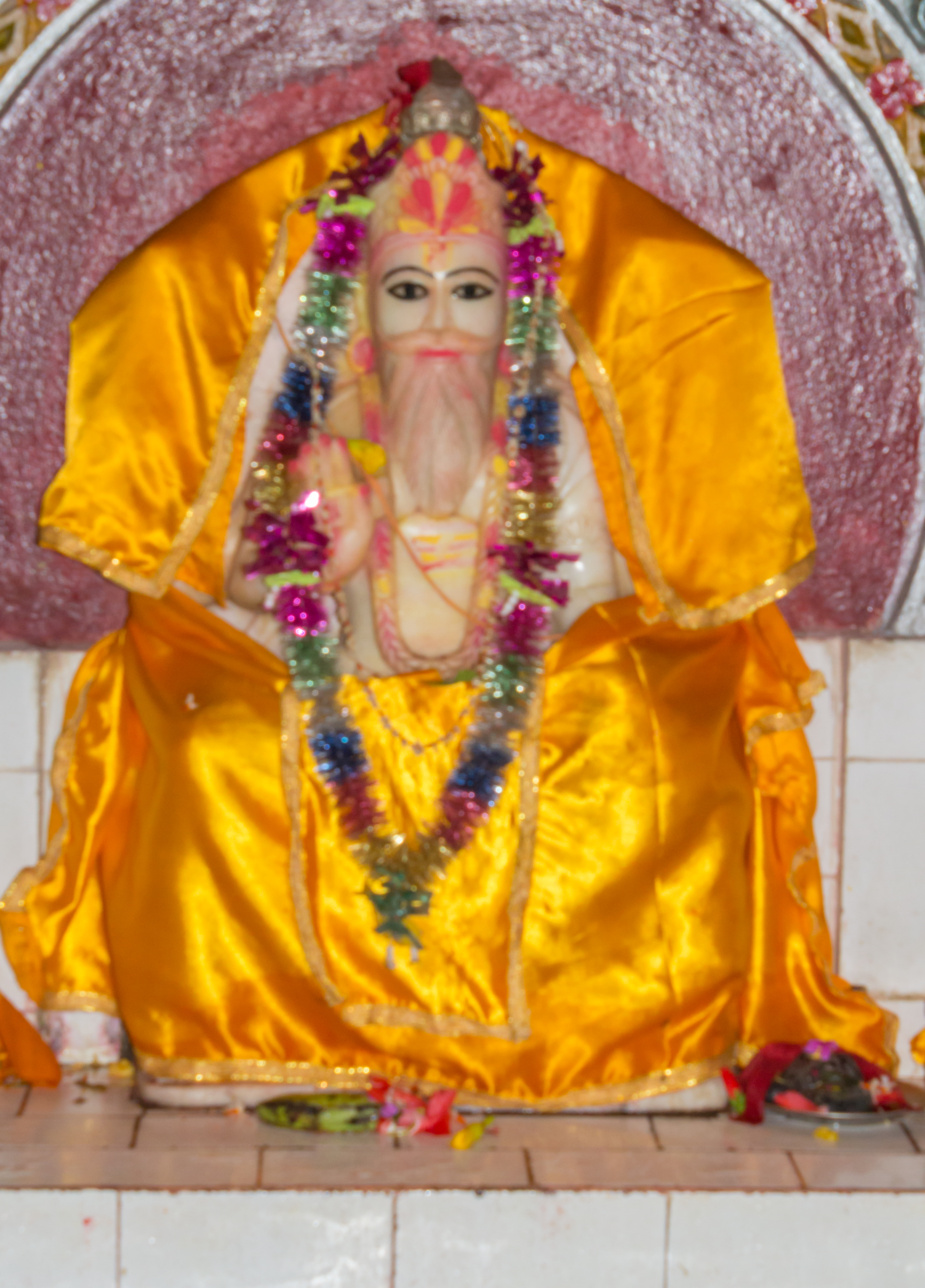
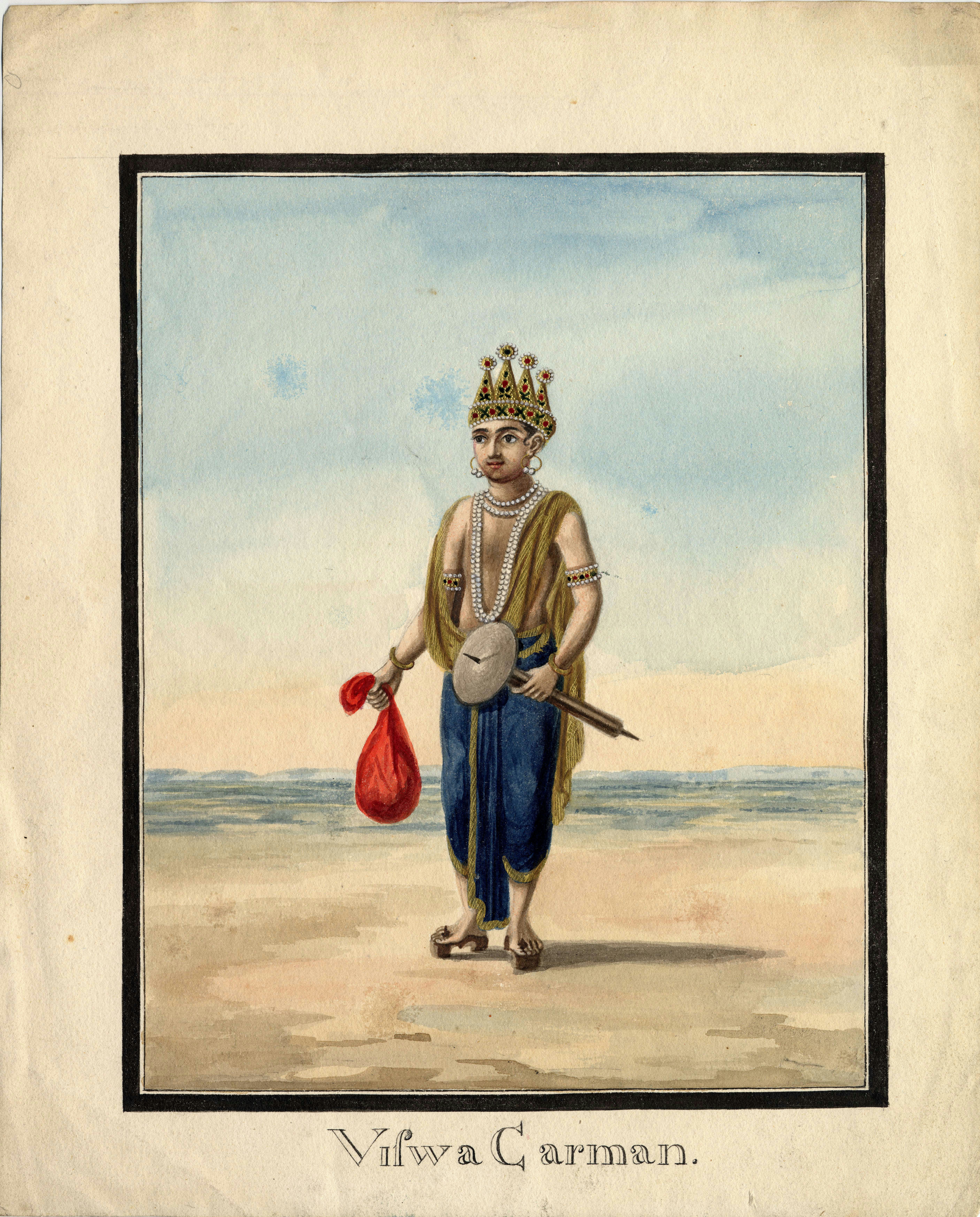

佛光大辭典載：「捨身餵鷹」為佛陀各種本生故事中頗著名之故事。關於此王之傳說，流傳甚廣，散見於印度古代之文學。於佛教經典中，菩薩本生鬘論卷一、賢愚經卷一、大莊嚴論卷十二、大智度論卷四等皆載其事蹟，據謂過去世時，閻浮提有一尸毘迦王，一日遇一鷹飛逐一鴿鳥，欲撲食之，鴿鳥飛避王之腋下，王以慈悲之故，乃自割身，以代鴿肉。傳云，鴿為火神所變，鷹為帝釋天之變化身，係為試探王之慈心而行此舉。法顯佛國記中所載之宿呵多國即其遺跡，於此地所建之塔，號稱印度四大塔之一。又大唐西域記卷二烏仗那國條亦述及此事，所指之地點與佛國記所載者一致，約在犍陀羅東北。六度集經卷一亦說及該王之事蹟，惟所載之名不一，謂王之名為薩婆達（梵 Sarva-datta），即「一切施」之義。又撰集百緣經亦詳載此事，然異於上述者為「剜眼施鷲」而非「割肉餵鷹」。此一著名本生故事，自古即有各種雕刻繪畫之變相，於今印度阿摩羅婆提（梵 Amarāvatī）大塔之欄楯，其四面皆雕有精緻之浮雕，第一面為鴿鳥飛避至王腋下之圖，第二面為鷹盤旋於王之上空，第三、四面為王割股截肉之狀。此外，阿旃多（Ajanta）第十七窟、爪哇婆羅浮圖、敦煌石窟、新疆庫車之基錫爾（Qyzil）廢寺等處，均存有此一故事之變相圖。〔大智度論卷一、大唐西域記卷三、洛陽伽藍記卷五〕。